# David Wolfson (baron Wolfson de Sunningdale)
Pour les articles homonymes, voir Wolfson.
David Wolfson, baron Wolfson de Sunningdale (3 novembre 1935 - 10 mars 2021) est un homme politique et homme d'affaires conservateur britannique.

## Jeunesse
David Wolfson est né le 3 novembre 1935 à Willesden, Londres, fils de Charles et Hylda Wolfson (née Jarvis). Il fait ses études au Clifton College et au Trinity College, Cambridge, où il obtient une maîtrise ès arts en économie et en droit en 1956. Il poursuit ses études à l'Université Stanford, en Californie, où il obtient une maîtrise en administration des affaires en 1959.

## Carrière
Wolfson est directeur de Great Universal Stores (GUS) de 1973 à 1978 et de 1993 à 2000, et président de 1996 à 2000. Le détaillant a été fondé par son oncle Isaac Wolfson comme une entreprise de vente par correspondance de vêtements. Il est présenté à Margaret Thatcher par le trésorier du Parti conservateur Alistair McAlpine en 1975. En 1978 et 1979, il est secrétaire au Cabinet fantôme et entre 1979 et 1985 directeur de cabinet, au 10 Downing Street.
Il est président d'Alexon Group plc de 1982 à 1986, de Next plc de 1990 à 1998, de GUS de 1996 à 2000 et de William Baird de 2002 à 2003. En 2001, Wolfson est administrateur non exécutif de Fibernet et en est président en 2002. Pour Compco, il est président de 1995 à 2003. 
Chevalier en 1984, il est créé pair à vie avec le titre de baron Wolfson de Sunningdale, de Trevose en Cornouailles le 26 mars 1991. Il quitte la Chambre des lords le 13 juin 2017 car il n'a pas assisté à une séance de la Chambre au cours d'une session d'une durée de six mois ou plus.

## Vie privée
Wolfson se marie trois fois. Il épouse sa première femme, Patricia Rawlings (plus tard baronne Rawlings) en 1962 et, après leur divorce en 1967, il épouse Susan Davis, avec qui il a deux fils et une fille. L'un de ces fils, Simon Wolfson, suit ses traces à la fois en tant que chef de Next et en tant que pair conservateur, ayant été créé baron Wolfson d'Aspley Guise. Séparé de Susan Wolfson plusieurs années plus tôt, il se remarie à Alicia Trevor en mai 2018 au bureau d'enregistrement de Guildford. Ils ont un fils, Tom, né en 2006.
Wolfson est décédé, après avoir souffert de démence, le 10 mars 2021, à l'âge de 85 ans.